# 平子氏
平子氏（たいらこし、たいらごし、ひらこし）は、武蔵国久良岐郡出身の武家。

## 出自
桓武平氏の流れを汲む三浦氏の一族とされ、「周防平子系図」は三浦為継の弟である通継を平子氏の祖としている。
なお、それ以前に平忠通の子景道が「平子民部大夫」を称したという。
平子氏は小野姓横山党の系図にも見える。平姓平子氏と小野姓平子氏の繋がりは明らかでないが、後者の系譜に現れる平子経久が他の史料において「平経久」として言及されていることから、並立する両家の間に何らかの親族関係があったと考えられている。一方で、平子経久の姓や「周防平子系図」、「越後平子系図」から、平子氏は明白に横山党の出身でないとする説もある。

## 歴史
「周防平子系図」では通継、「越後平子系図」では三浦為通の子次長（久良木三郎）をその祖としている。一族は武蔵国久良岐郡平子郷（現在の横浜市磯子区、中区、南区）を領地として勢力を振るったとされる。
平安末期には平子有長が源頼朝方の武将として『吾妻鏡』に登場する。例えば、平子有長と見られる「馬允有長」が源義経同様、無断で官位を朝廷より受領し、源頼朝から叱責された記述がある。有長は『曽我物語』にも登場し、仇討ち後、源頼朝の陣屋に乱入しようとした曾我祐成と最初に切り結んだ人物として描かれている。
また同時代には平子重経がおり、建久8年（1197年）に周防国吉敷郡仁保の地頭職を得た。このように、鎌倉時代になると、大内氏、上杉氏などの有力御家人とともに周防国、越後国に分家して勢力を伸ばした。
平子氏居城・磯子城址近くに所在する岡村天満宮は源頼朝の御家人だった時代に平子氏により造営された。また、真照寺は平子有長が中興し、宝積寺とともに菩提寺とした。
戦国期には、周防平子氏（仁保氏）が大内家の重臣として活躍するも、毛利氏によって主家と共に滅ぼされる。また、越後平子氏は上杉謙信の軍に従軍した記述が見られるほか、所領の位置などから重要な国人であった可能性が指摘されているが、御館の乱以降上杉景勝の代になると、上杉家の記録から姿を消す。平子氏の末裔を名乗る家系には、関ヶ原の戦いの敗戦による転封の際に上杉家から離脱したという言い伝えが残っている。
本家である磯子平子氏は室町時代中期の記録を最後に、資料から姿を消す。最後の記録が後北条氏の関東進出と時期が重なることもあり、その影響が指摘されるが、後北条氏側の資料にも明確な記述はない。